# Marc-André Fleury
Marc-André Fleury, född 28 november 1984 i Sorel, Québec, är en kanadensisk före detta professionell ishockeymålvakt som sist spelade för Minnesota Wild i NHL.
Han spelade tidigare för Chicago Blackhawks, Vegas Golden Knights och Pittsburgh Penguins.
Fleury valdes som förste spelare totalt i NHL-draften 2003 av Pittsburgh Penguins. 21 juni 2017 valdes Fleury av Vegas Golden Knights i expansionsdraften.
Marc-Andre Fleury blev under sommaren 2021 trejdad till Chicago Blackhawks.

## Karriär
Fleury dominerade stort under sina säsonger för juniorlaget Cape Breton Screaming Eagles i LHJMQ, varvid han prisades med ett flertal Team All Star-utmärkelser som ligans bästa målvakt. Detta i kombination med ett stabilt målvaktsspel vid JVM 2003 gjorde att han valdes först av alla i NHL-draften 2003 av Pittsburgh Penguins.
Fleury gjorde sin NHL-debut under säsongen 2003–04 vid 18 års ålder som den yngsta målvakten i ligan. Han hade det svårt till en början att bli förstemålvakt i klubben och fick därför infinna sig i att spela i farmarligan eller agera som andremålvakt. Under NHL-strejken 2004–2005 representerade han Wilkes-Barre/Scranton Penguins i AHL.
Säsongen 2006–07 skulle han dock få sitt stora genombrott. Trots att laget led av ett svagt försvarsspel skulle Fleury komma att imponera stort på lagledningen med sin fina teknik och prestation, varvid denne belönades med ett tvåårskontrakt med klubben värt 2 590 000 dollar. Fleurys målvaktsspel skulle rent statisktmässigt förbättras ytterligare då de lovande superstjänorna Sidney Crosby och Evgeni Malkin anlänt till klubben. Hans räddningsprocent förbättrades med ungefär 2 procent[källa behövs], och han var en stor bidragande orsak till att laget vann Atlantic Division säsongen 2007–08 och att de så småningom även nådde Stanley Cup-finalen, där man dock fick se sig besegrade efter att ha förlorat med 4-2 i matcher mot Detroit Red Wings. Fleury tecknade inför den nästkommande säsongen ett sjuårskontrakt med Penguins, värt 35 000 000 dollar. Han visade upp ett fortsatt stabilt spel under säsongen 2008–09, liksom hela hans klubblag, då man lyckades vinna Stanley Cup efter vinst mot Detroit Red Wings med 4-3 i matcher.
Marc-André Fleury har även representerat det kanadensiska ishockeylandslaget vid ett antal tillfällen. Bland hans främsta meriter i internationella idrottssammanhang så kan OS i Vancouver 2010 nämnas då han var med i truppen som vann OS-guld efter vinst över USA i den avgörande finalen.